# Attania

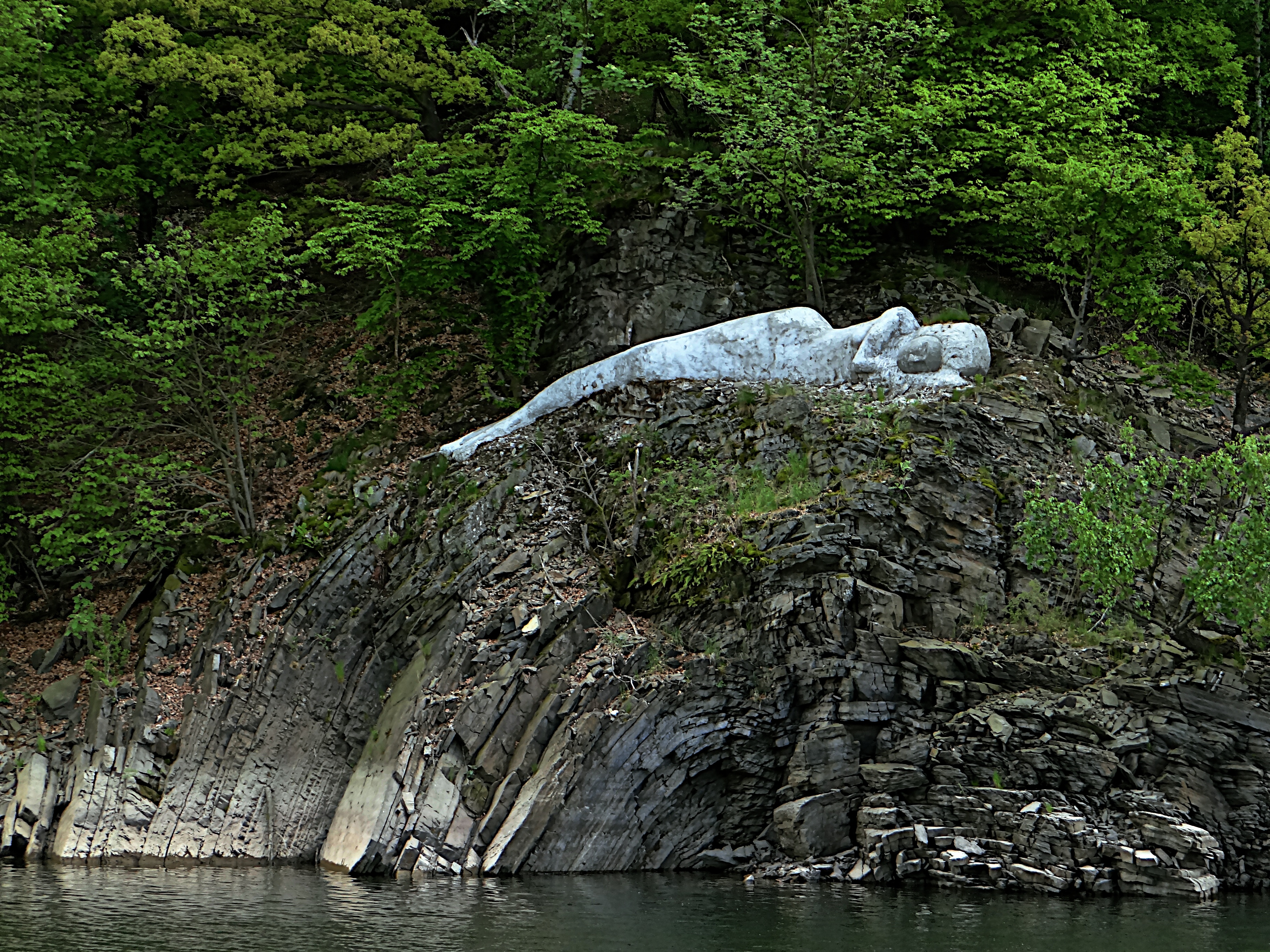
Attania

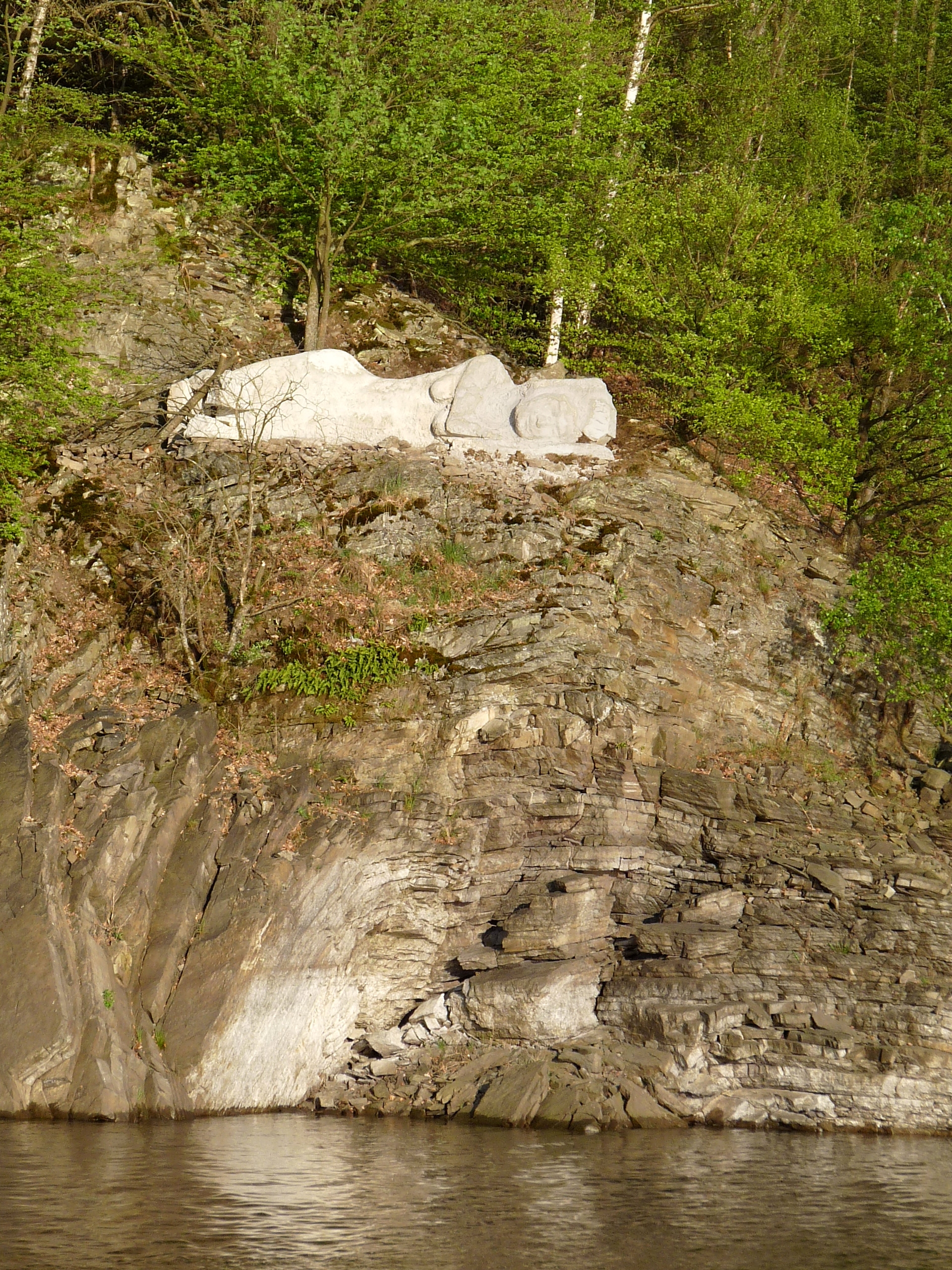
Attania, die gute Nixe vom Biggesee. Aufgenommen anlässlich der „Taufe“ am 3. Mai 2012.

Attania (mit der Betonung auf der dritten Silbe) ist der Name einer Skulptur auf der Gilberginsel im Biggesee. Die über acht Meter lange und rund zehn Tonnen schwere „gute Nixe vom Biggesee“ wurde von dem Künstler Friedrich Freiburg aus Rönkhausen geschaffen.
Die Skulptur wurde im Frühjahr 2012 errichtet. Sie kann von Bord eines Schiffes oder aus der Ferne am Ufer beobachtet werden. Bei der Übergabe an die Öffentlichkeit war sie noch nicht ganz vollendet. Da auf der Gilberginsel seltene Vogelarten brüten, wurden die Arbeiten während der Brutzeit unterbrochen.
Angeregt wurde das Projekt vom Kreis Olpe. Die Realisierung und Finanzierung erfolgten durch die Stadt Attendorn und die Stiftung der Sparkasse Attendorn-Lennestadt-Kirchhundem als Hauptsponsor. Das Projekt fügt sich als eigenständige Initiative in die Aktivitäten zur Regionale 2013 ein.
Der Name Attania wurde im Rahmen eines Schülerwettbewerbs gefunden. Der Vorschlag stammte von einer vierten Klasse der Gemeinschaftsgrundschule Attandarra in Attendorn.